# Liste der Kulturdenkmäler in Achtelsbach
In der Liste der Kulturdenkmäler in Achtelsbach sind alle Kulturdenkmäler der rheinland-pfälzischen Gemeinde Achtelsbach aufgelistet. Grundlage ist die Denkmalliste des Landes Rheinland-Pfalz (Stand: 12. Juni 2023).

## Einzeldenkmäler
| Bezeichnung         | Lage                                   | Baujahr                    | Beschreibung | Bild |
| ------------------- | -------------------------------------- | -------------------------- | --- | ---- |
| Quereinhaus         | Hauptstraße 24 Lage                    | 1857                       | Quereinhaus, bezeichnet 1857, Fachwerkscheune                                                                   | BW   |
| Kriegerdenkmal      | Hauptstraße, bei Nr. 33 Lage           | 1920er Jahre               | Kriegerdenkmal 1914/18; 1920er Jahre, Entwurf Johann Wettgen, Hermeskeil                                        | BW   |
| Quereinhaus         | Hauptstraße 47 Lage                    | Mitte des 19. Jahrhunderts | stattliches Quereinhaus, Mitte des 19. Jahrhunderts; Überformung wohl um 1900, Backesanbau                      | BW   |
| Evangelische Kirche | Hohl Lage                              |                            | ehemals Pfarrkirche St. Ulrich; Saalbau, im Kern mittelalterlich, barocker Umbau 1738; im Turm Grabplatte, 1738 | BW   |
| Forsthaus Neuhof    | nordwestlich des Ortes (Neuhof 1) Lage | 1855                       | Wohn- und Wirtschaftsgebäude, teilweise Fachwerk (weitgehend verschiefert), 1855, Ökonomie                      | BW   |